# Kameruni juh

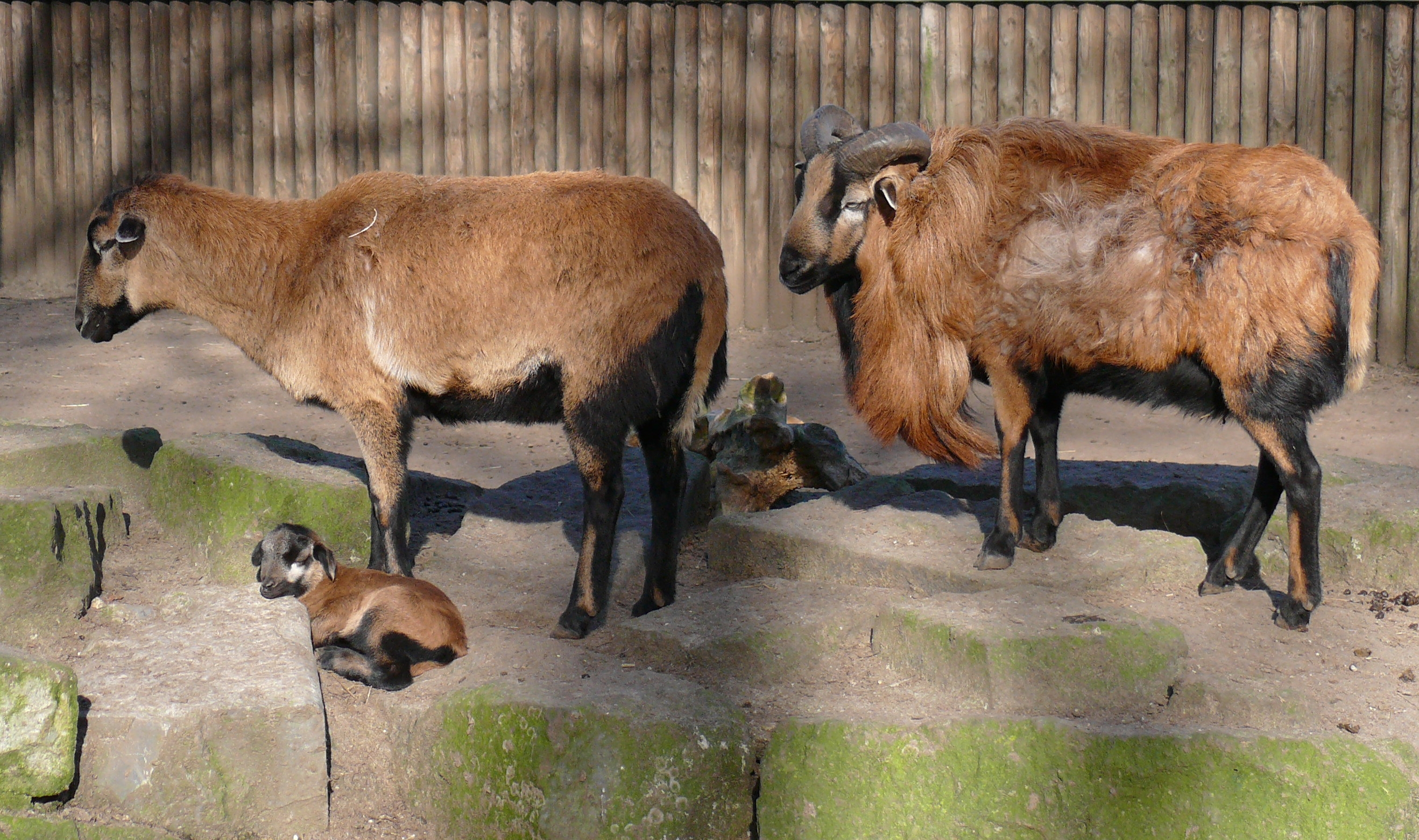
Kameruni juhcsalád

A kameruni juh a házi juh egyik afrikai fajtája.

## Megjelenése

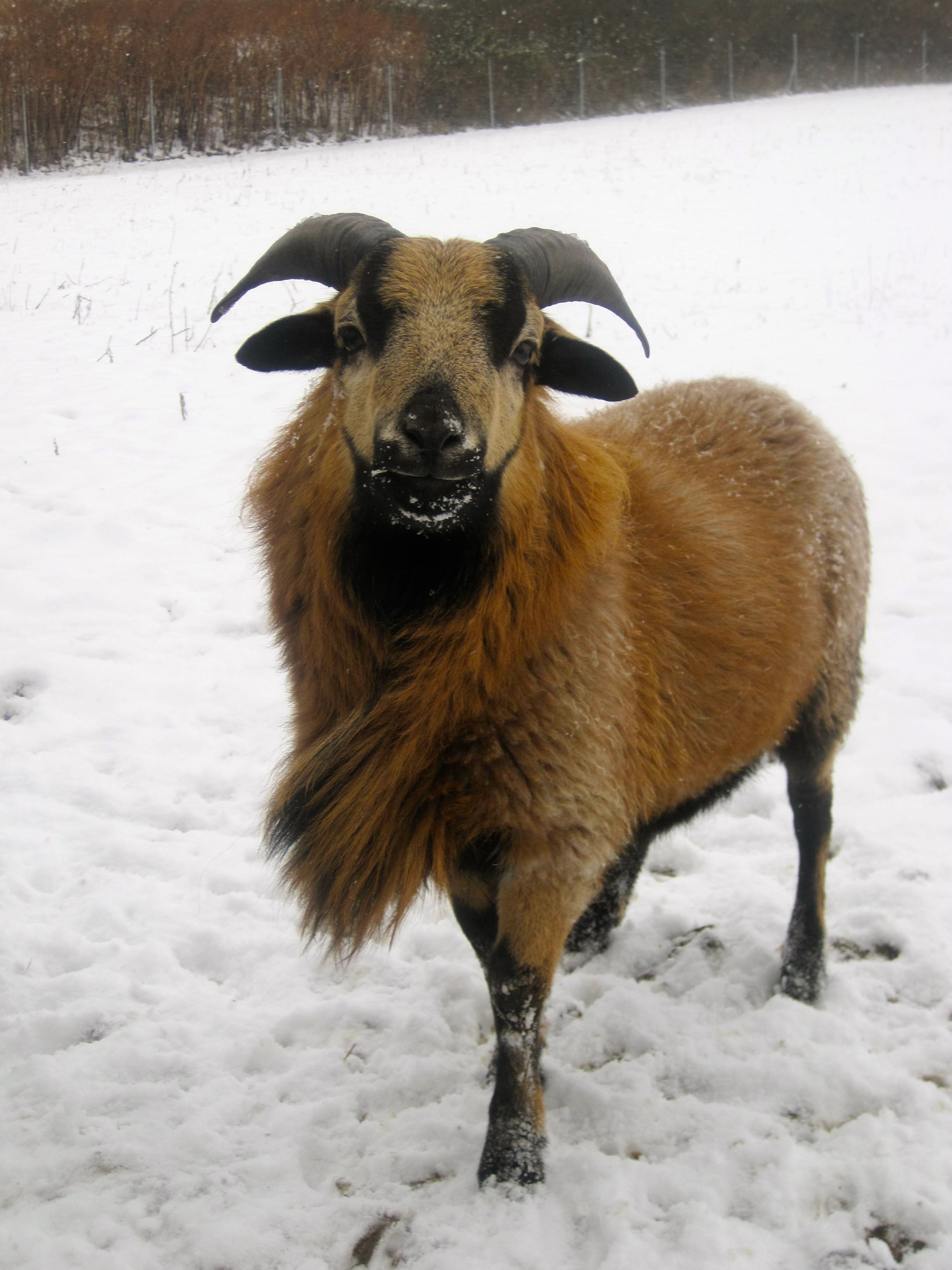
Egy kos a schönkircheni állatparkban

A nyugat-afrikai fajta kis termetű, ellenálló, igénytelen birka. Inkább a kecskééhez (Capra aegagrus hircus) hasonló sűrű szőre van, mint gyapja. Nyírást nem igényel. Farka rövid, vágni nem szükséges. Feje hosszú, fülei rövidek. A kosok sarlószerű szarvat és nyakukon sörényt növesztenek; a nőstények szarvatlanok. Télre vastagabb aljszőrzetet növeszt ami a melegebb időjárás beköszöntével kihullik. Színe általában gesztenyebarna, lábai belső része, hasa és álla fekete, de ismertek olyan változatai amely színösszeállítása ennek a fordítottja: fekete és barna hasú. Létezik teljesen fekete és fehér alapszínű fekete foltos verziója is. Az egyéves kosok súlya 30–35 kg, a felnőtteké 30–40 kg; marmagasságuk 60–70 cm. Az anyajuhok 58–65 cm magasak.

## Szaporodása
Szapora állatok, ivarérettségüket öt hónaposan érik el és évente akár kétszer is ellenek. Vemhességi ideje 147-150 nap. Szaporodása nem kötött évszakhoz. Egy kameruni anyajuh évente átlagosan 2-3 bárányt nevel fel. Élettartamuk 10-12 év.
Többnyire húsbirkának tartják. A vágási kort 5-8 hónaposan érik el, ekkor 10–16 kg hús nyerhető belőle. Húsa vörös és íze inkább a vadhúsra emlékeztet, mint a hagyományos birkahúsra.

## Eredete

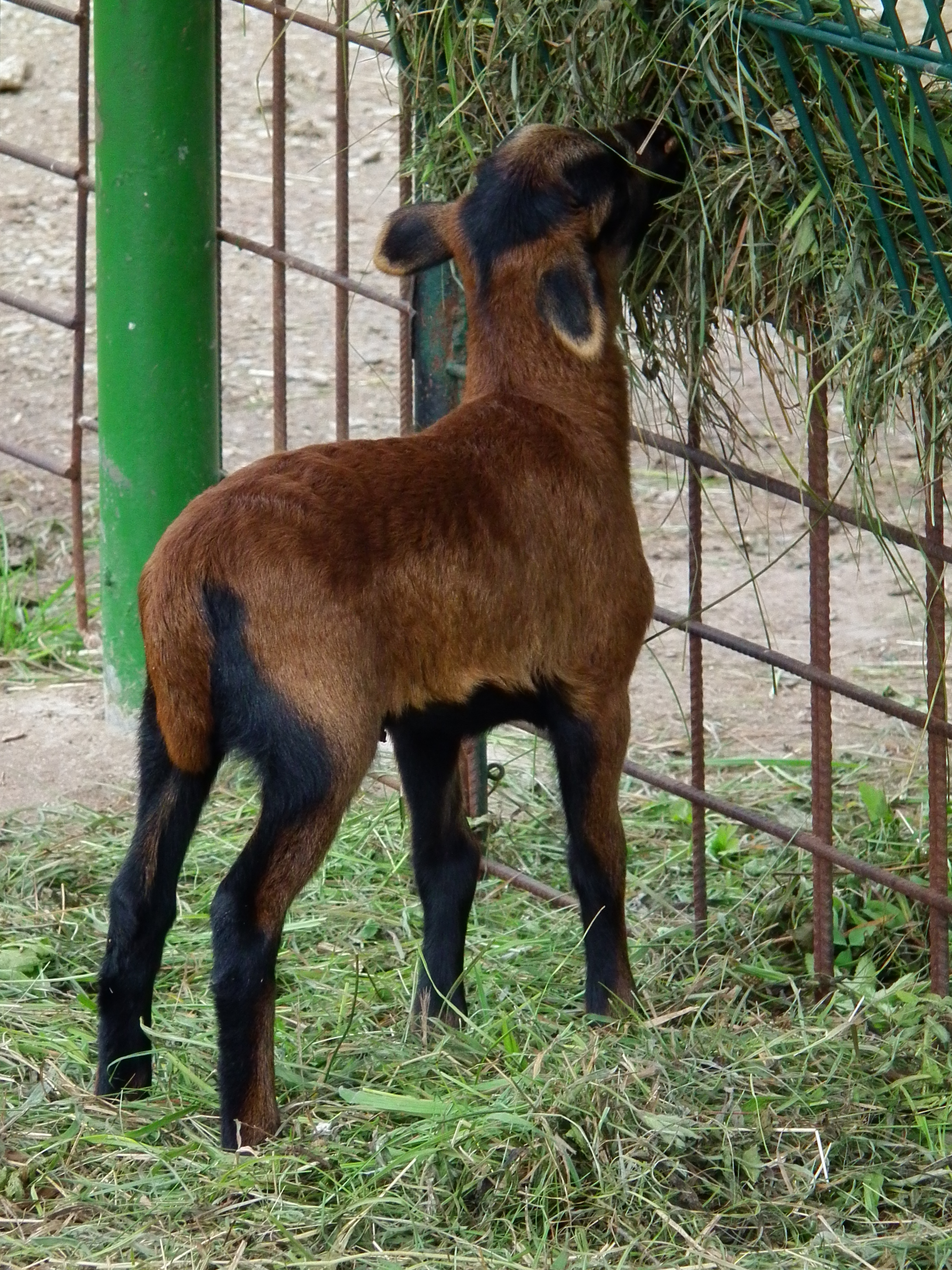
Kameruni bárány

A kameruni juh a nyugat-afrikai törpejuhtól (más néven Djallonké juh) származik, amely Nyugat- és Közép-Afrikában, Szenegáltól Botswanáig elterjedt birkafajta. A gesztenyebarna a nyugat-afrikai juh egyik színváltozata. A törpejuhok valamivel kisebbek mint a kameruni juhok, valamint jellegzetességük hogy ellenállnak az állattenyésztést Afrikában erősen korlátozó álomkórnak.
A kameruni juhhoz nagyon hasonlít a szarvatlan barbadosi feketehasú juh, amelynek őseit feltehetően még a rabszolgákkal együtt szállították Afrikából a karibi térségbe.

## Fordítás
- Ez a szócikk részben vagy egészben  a   Kamerunschaf című német Wikipédia-szócikk ezen változatának fordításán alapul.  Az eredeti cikk szerkesztőit annak laptörténete sorolja fel. Ez a jelzés csupán a megfogalmazás eredetét és a szerzői jogokat jelzi, nem szolgál a cikkben szereplő információk forrásmegjelöléseként.